# Damaqun Shan
Damaqun Shan (kinesiska: 大马群山) är en bergskedja i Kina. Den ligger i provinsen Hebei, i den norra delen av landet, omkring 180 kilometer nordväst om huvudstaden Peking.
Damaqun Shan sträcker sig 224 km i sydvästlig-nordostlig riktning. Den högsta punkten är 32 768 meter över havet.
Topografiskt ingår följande toppar i Damaqun Shan:
- Huapi Ling
- Shih-pa-p'an Liang

Genomsnittlig årsnederbörd är 591 millimeter. Den regnigaste månaden är juli, med i genomsnitt 146 mm nederbörd, och den torraste är december, med 5 mm nederbörd.